# St. Luzia (Frauweiler)

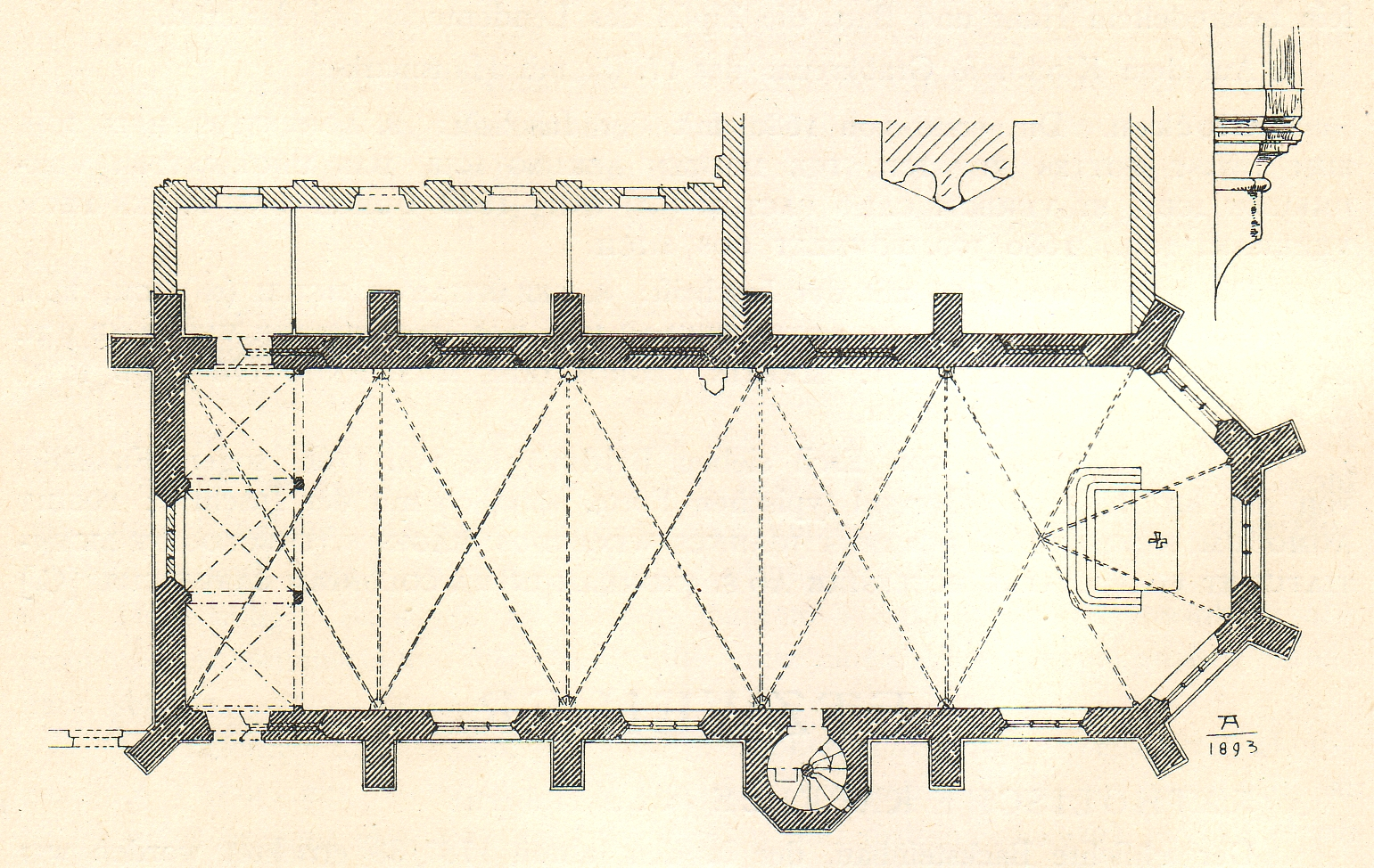
Grundriss 1893

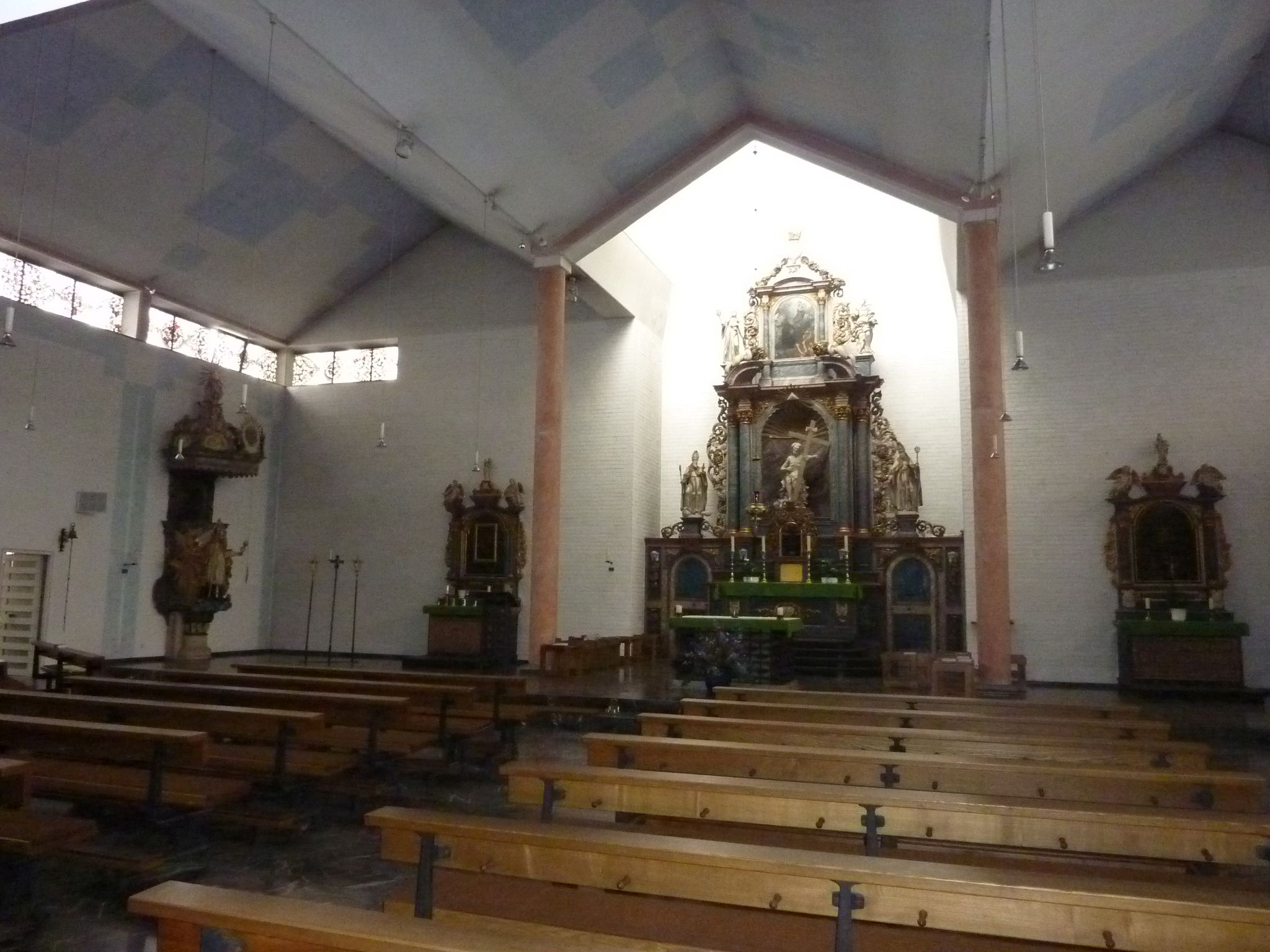
Barocke Ausstattungsgegenstände aus der alten Kirche in Neu St. Lucia in Rath

St. Luzia war die römisch-katholische Pfarrkirche zu Bedburg-Frauweiler (Rhein-Erft-Kreis) in Nordrhein-Westfalen. Sie war ursprünglich Klosterkirche der Augustinerinnen.

## Geschichte
Im Jahr 1404 bestand in Frauweiler zunächst nur eine dem heiligen Eremiten Antonius geweihte Kapelle. 1452 gründete Graf Gumbert von Neuenahr für drei Schwestern vom Dritten Orden der Franziskanerinnen ein Kloster unter dem Patrozinium der heiligen Luzia mit einer neuen Kapelle. Durch reiche Stiftungen und Schenkungen wuchs die kleine Ansiedlung rasch an und zählte im Jahr 1476 30 Angehörige. Im gleichen Jahr traten die Schwestern zur Augustinusregel über. 1488 wurde eine neue einschiffige spätgotische Klosterkirche von 25,10 Meter Länge geweiht.
Zu Beginn des 17. Jahrhunderts wurde das Kloster, das schwer unter Kriegseinwirkungen und nachlassender Disziplin gelitten hatte, aufgelöst. 1618 übernahmen Brigittiner aus Marienforst bei Bonn das Kloster für zunächst sechs Jahre, 1625 wurde es durch Kölner Augustinereremiten übernommen. Sie richteten 1634 die Kirche her und ersetzten den Dachreiter an der Westseite der Kirche. 1722 bis 1736 ersetzten sie die alten Klostergebäude durch eine neue Anlage. 1802 wurde das Kloster aufgehoben und St. Luzia Pfarrkirche.
1970 mussten die gotische Kirche St. Luzia und der Ort Frauweiler dem Tagebau Fortuna-Garsdorf weichen. Am 8. April 1970 wurde die Kirche gesprengt. 1972 wurde in Bedburg-Rath als Ersatz Neu St. Lucia geweiht. In den Neubau wurden aus der alten Kirche der barocke Hochaltar, zwei Seitenaltäre sowie die Kanzel übernommen.